# روح مکان

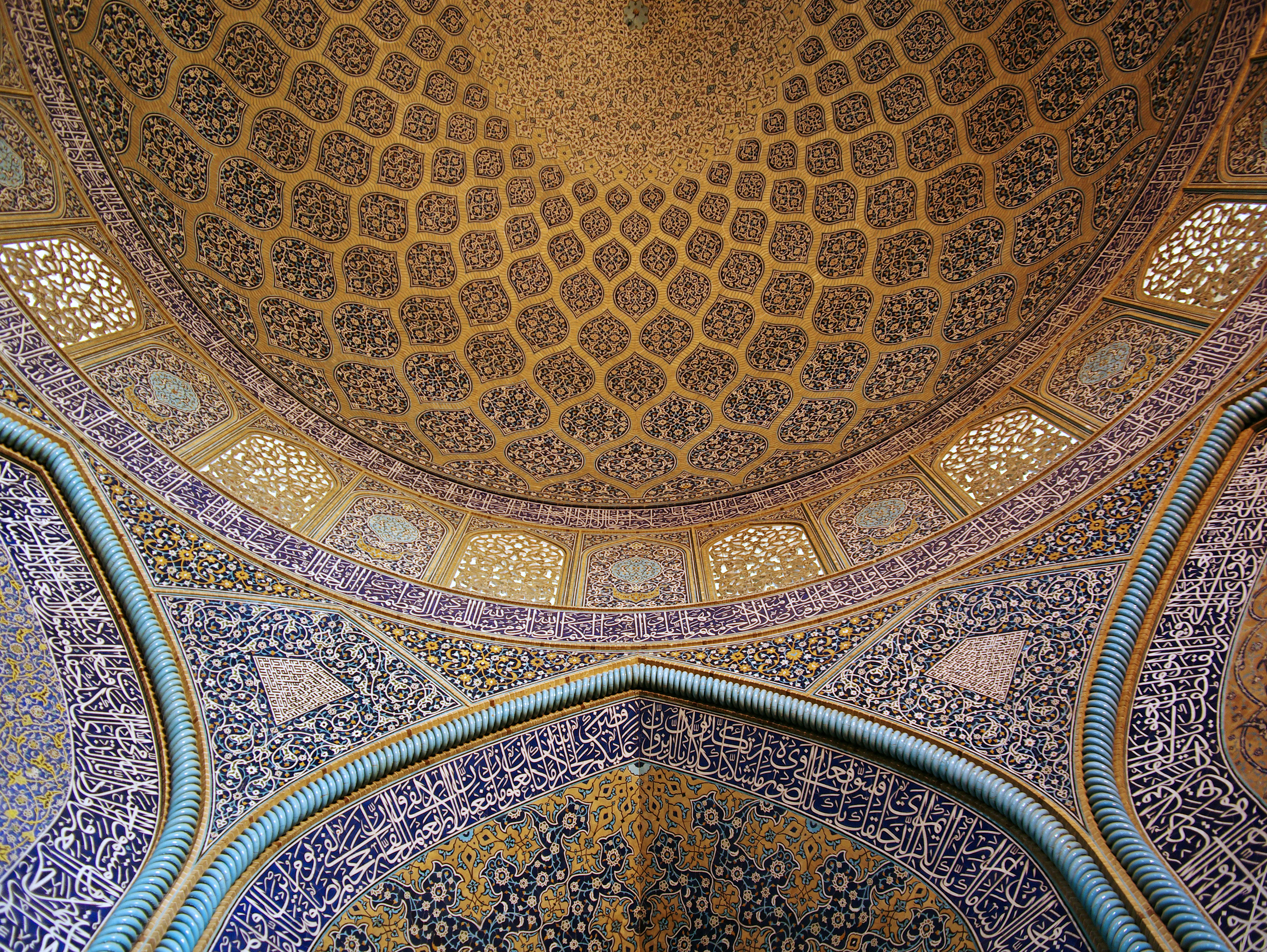
تجربهٔ روح حاکم بر مکان در مسجد شیخ لطف‌الله.

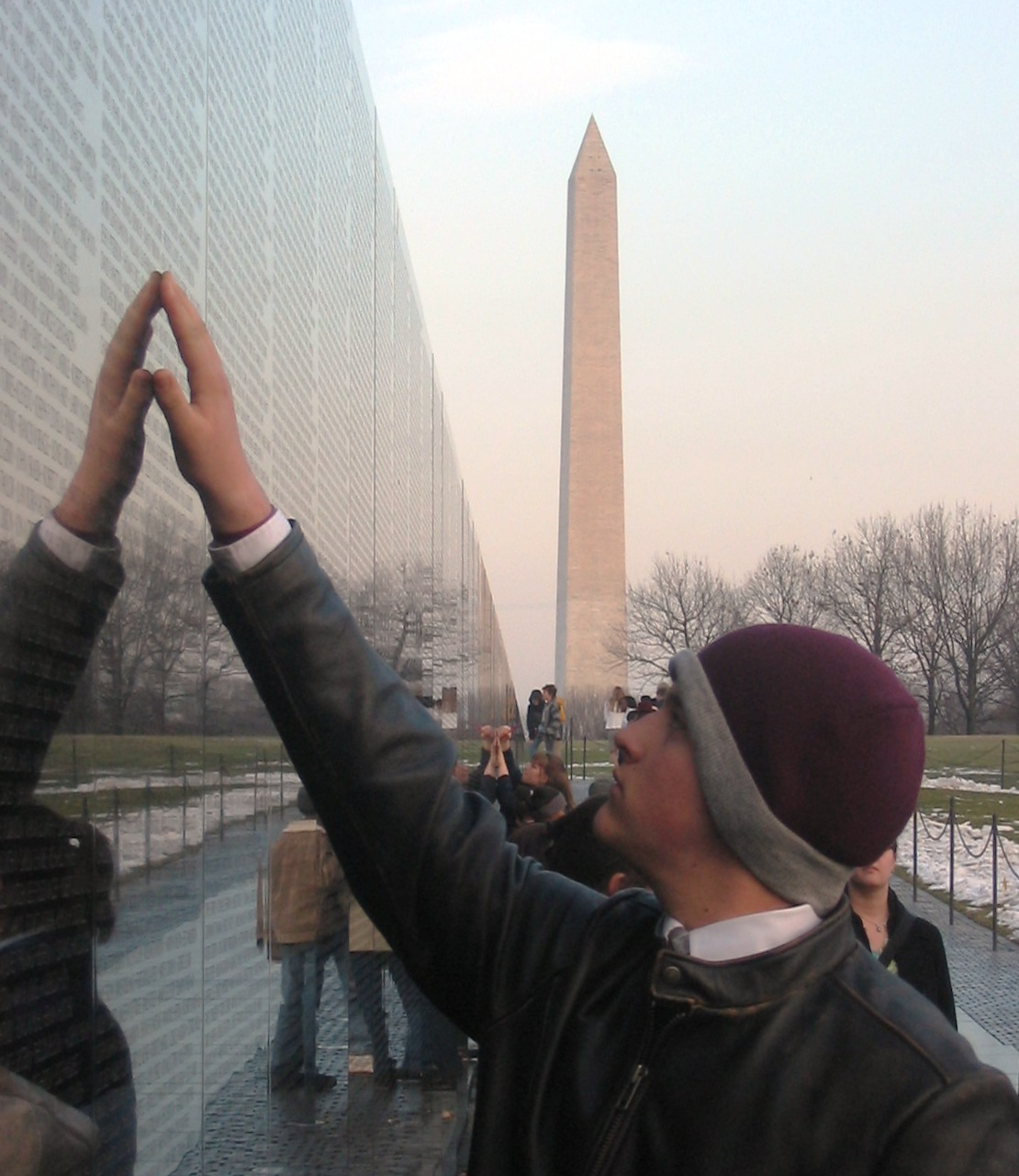
بنای یادبود سربازان جنگ ویتنام، واشینگتن دی سی.

روح مکان یا حس مکان یا هویت مکان (به لاتین: genius loci) به یک کیفیت متمایز، یگانه و خاص یک مکان یا فضا اشاره دارد که مورد توجه نویسندگان و هنرمندان و دیگر بازدید کنندگان واقع می‌شود و احساس بودن در فضایی خاص را به مخاطب القا می‌کند. کیفیت اثرگذاری یک فضا بر استفاده‌کنندگان از فضا را نیز می‌توان روح آن مکان نامید. فضاهای دارای این کیفیت‌ها از روحیه و جو تجربی متمایزی بهره‌مندند که عمیقاً به یاد ماندنی است.

این ویژگی می‌تواند یک نشان فرهنگی (افسانه‌های محلی، تاریخ، اسطوره، اعتقادات، خاطرات، هنر و غیرو)، مناظر ملموس و فیزیکی یک مکان (مثل کوه‌ها، مرزها، رودها، سبک‌های معماری، دیدها) یا اتفاقات شخصی (مثل خاطرات و حضور نزدیکان و دوستان) باشد.

## حس مکان
حس مکان به معنای ادراک ذهنی مردم از محیط و احساسات کم و بیش آگاهانه از محیط خوداست که شخص را در ارتباطی درونی با محیط قرار می‌دهد به‌طوری که فهم و احساس فرد با زمینه معنایی محیط پیوندخورده و یکپارچه می‌شود. این حس عاملی است که موجب تبدیل یک فضا به مکانی با خصوصیات حسی و رفتاری ویژه برای افرادی خاص می‌گردد. حس مکان علاوه‌بر اینکه موجب احساس راحتی از یک محیط می‌شود از مفاهیم فرهنگی مورد نظر مردم، روابط اجتماعی فرهنگی جامعه در یک مکان مشخص حمایت کرده و باعث یادآوری تجارب گذشته ودست یابی به هویت برای افراد می‌شود.

## تعریف حس مکان
اصطلاح حس مکان از ترکیب دو واژه حس و مکان تشکیل شده‌است. واژه حس درفرهنگ لغت آکسفورد سه معنای اصلی دارد نخست یکی از حواس پنج‌گانه، دوم احساس، عاطفه و محبت که در روانشناسی به درک تصویر ذهنی گفته می‌شود یعنی قضاوتی که بعد از ادراک معنای شیء نسبت به خود شیء در فرد به وجود می‌آورد که می‌تواند خوب جذاب یا بد باشد. سوم توانایی در قضاوت دربارهٔ یک موضوع انتزاعی، مثل معنای حس در اصطلاح حس جهت‌یابی که به مفهوم توانایی یک فرد در پیدا کردن مسیر یا توانایی مسیر در نشان دادن به خود انسان است. اما واژه حس دراصطلاح حس مکان بیشتر به مفهوم عاطفه، محبت، قضاوت و تجربه کلی مکان یا توانایی آن در ایجاد حس خاص یا تعلق در افراد است. از دیدگاه روانشناسی محیط انسان به تجربه حسی، عاطفی و معنوی خاص نسبت به محیط نیازدارد. این نیاز از طریق تعامل صمیمی و نوعی هم ذات پنداری با مکانی که در آن سکونت دارد قابل تحقق است. پژوهش‌های انجام شده نشان می‌دهد محیط علاوه بر عناصر کالبدی شامل پیام‌ها، معانی و رمزهایی است که مردم بر اساس نقشه-ها، توقعات، انگیزه‌ها و دیگر عوامل آن رمز گشایی و ادراک می‌کنند و در مورد آن به قضاوت می‌پردازند. این حس کلی پس از قضاوت نسبت به محیط خاص در فرد و محیط در بهره‌برداری بهتر از محیط و رضایت استفاده‌کنندگان و در نهایت احساس تعلق آن‌ها به محیط و تداوم حضور در آن می‌شود.

## ماهیت مکان
ماهیت یک مکان در بعضی عرصه‌ها، کنشی زمانی است که با فصل‌ها یا دوره‌های یک روز همانند هوا تغییر می‌کند. عواملی که بیش از هرچیز، موقعیت‌های متفاوت را تعیین می‌نماید.
شولتز معتقد به این است که؛ ماهیت یک مکان در بعضی عرصه‌ها، کنشی زمانی است که با فصل‌ها یا دوره‌های یک روز همانند هوا تغییر می‌کند. عواملی که بیش از هرچیز، موقعیت‌های متفاوت را تعیین می‌نماید.

## تبارشناسی روح مکان
در روم باستان، genius loci روح حافظ یک مکان بود و معمولاً به شکل انسانی که یک ظرف شاخ‌مانند، یک بشقاب یا یک مار را حمل می‌کند تصویر می‌شد. ویتروویوس می‌نویسد که معماران رومی مشخصات بنا را با توجه به روح حافظ طراحی می‌کردند. برای مثال ساختمانی با روح حافظ مؤنث به شیوه ایونی ساخته می‌شده و بنایی با روح حافظ مذکر به شیوهٔ دوریک.

پس از افول معماری رومی روح مکان به روحیهٔ خاص یک مکان یا حس منتقل شونده توسط فضا گفته شد.

## تفاوت روح مکان و حس مکان
هرچند ارتباط قوی حاکم بر این دو مفهوم گاهی باعث استفاده نادرست از مفهوم حس مکان به جای روح مکان است اما باید بدانیم که حس مکان ارتباط متقابل انسان و استفاده‌کننده از مکان مورد نظر است، اما روح مکان عوامل و کیفیت حاکم برمکان است که در مرحله بعد بر مخاطب تأثیر می‌گذارد.

## ایجاد یک حس مکان
حس مکان مفهومی ارزشی برای شناسایی نمادها و المان‌های موجود در فضا است. احساساتی خودآگاه یا ناخودآگاه که می‌تواند تجربه ای با کیفیت را از بودن در یک فضا یا یک مکان داشت. در واقع حس مکان انتظارات و توقعات مخاطب از تجربه بودن در یک مکان یا یک فضای خاص دارای شخصیت متمایز و هویت مشخص است. جهت ایجاد یک حس مکان باید سه فاکتور مهم فعالیت، ساختار فیزیکی و معنا در نظر گرفته شود. از میان این سه فاکتور شاید مبهم‌ترین فاکتور عامل معنا در ایجاد یک حس مکان باشد.

## رابطه هنر و معماری
معماری را می‌توان نوعی از هنر دانست که علاوه بر تنوعات رنگی بر مفاهیمی همچون فرهنگ و هویت نیز نگاه می‌کند.

## جستارهای وابسته

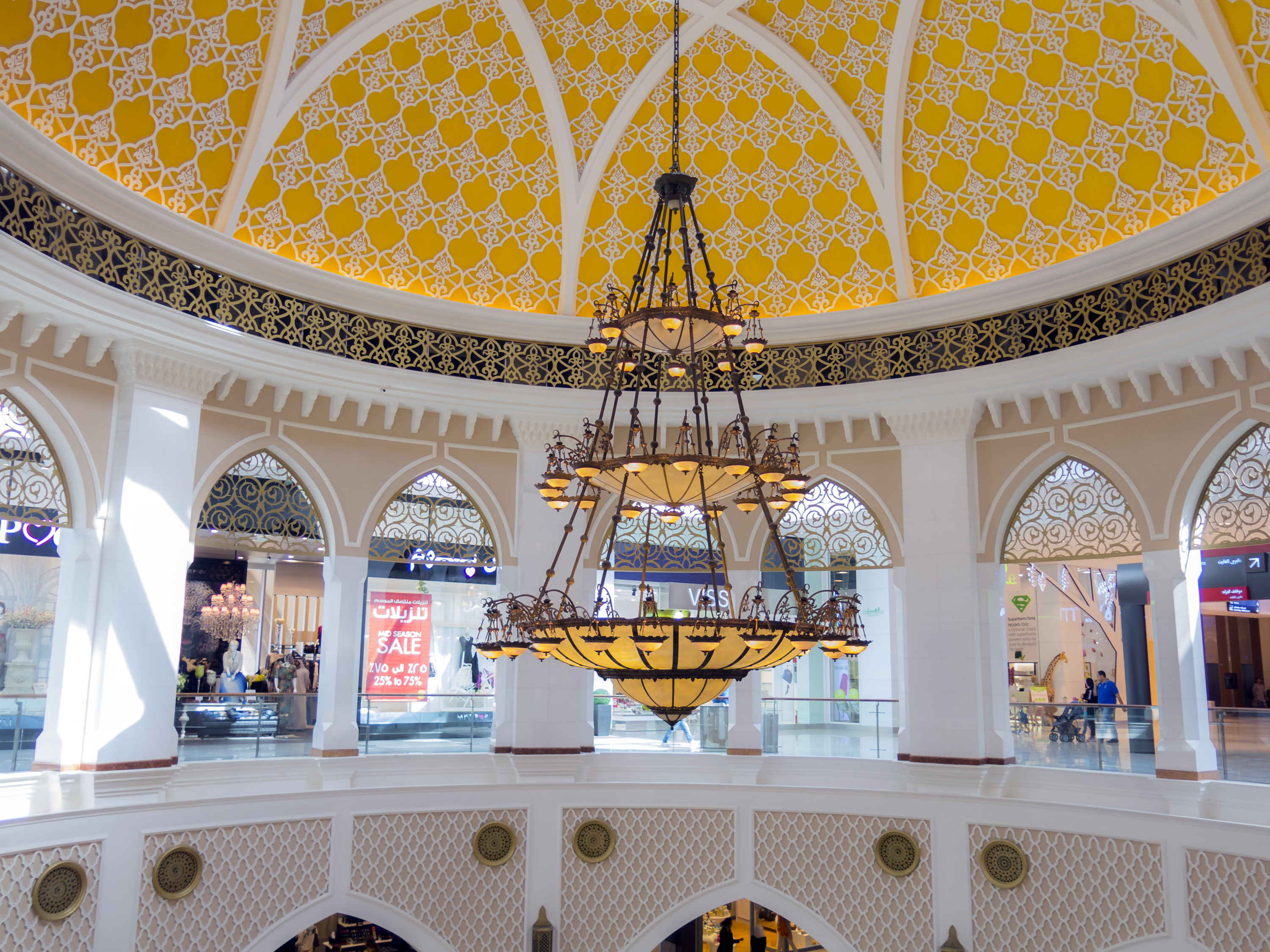
مرکز خرید دبی مال با طراحی فضای ویژه مدرن و سنتی در کنار هم در کشور امارات
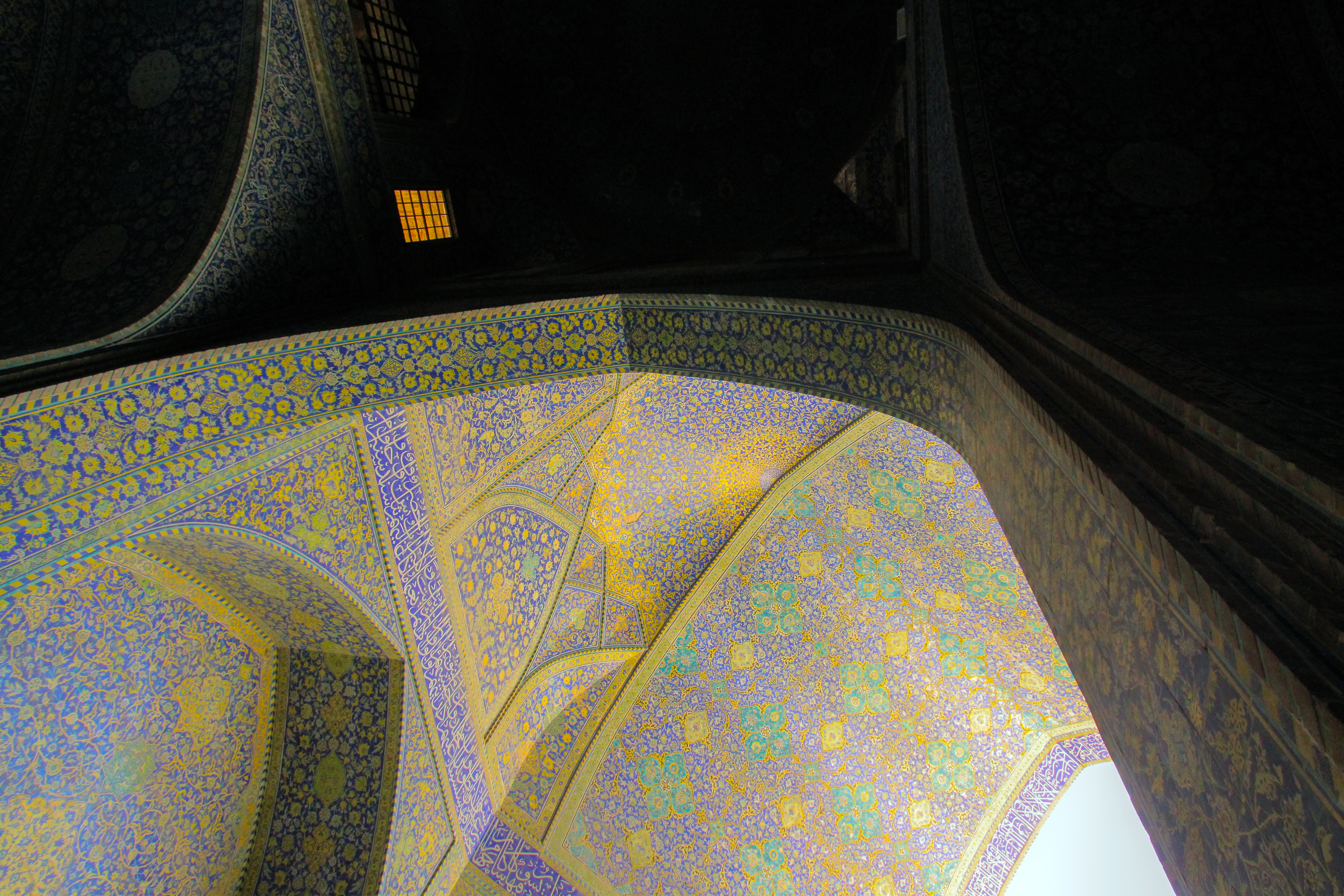
معماری زیبای مسجد امام شهر اصفهان
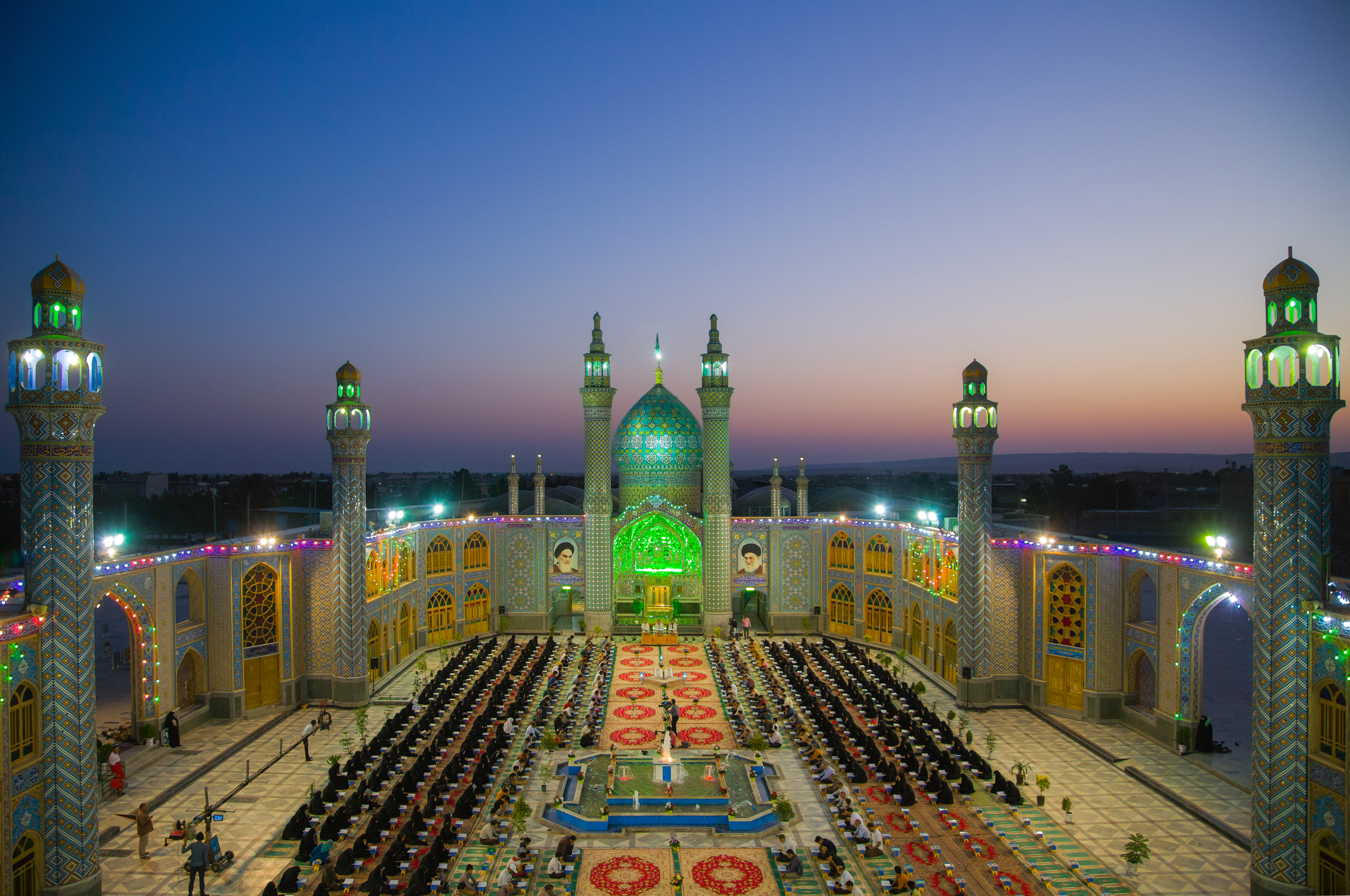
فضای معماری صحن امامزاده هلال ابن علی در آران و بیدگل